# DHB-Pokal der Frauen 2004/05
Der DHB-Pokal der Frauen 2004/05 war die 31. Austragung des wichtigsten deutschen Hallenhandball-Pokalwettbewerbs für Frauen. DHB-Pokalsieger 2005 wurden die Frauen des 1. FC Nürnberg, die im Finale Bayer 04 Leverkusen mit 30:28 bezwangen und ihren Titel aus dem Vorjahr erfolgreich verteidigten.

## Teilnehmende Mannschaften
Folgende 82 Mannschaften waren für den DHB-Pokal der Frauen 2004/05 qualifiziert:
| Bundesliga | 2. Bundesliga | Regionalliga und tiefer |
| - Frankfurter HC - 1. FC Nürnberg - HC Leipzig - Buxtehuder SV - Bayer 04 Leverkusen - DJK/MJC Trier - VfL Oldenburg - BV Borussia Dortmund - TuS Weibern - TV Mainzlar - TV Lützellinden (A) - SC Buntekuh (A) | Staffel Nord: - PSV Rostock (Meister) - HSG Blomberg-Lippe - SV Berliner VG 49 - SC Greven 09 - SV Union Halle-Neustadt - TSG Wismar - SV Teutonia Riemke - SVG Celle - SV Fortuna ’50 Neubrandenburg - SG Handball Rosengarten - SV Wacker Osterwald (A) - DSC Oldenburg (A) - VT Bückeburg (A) - Reinickendorfer Füchse (A) Staffel Süd: - SG 09 Kirchhof (Meister) - THC Erfurt - TSG Ketsch - TuS Metzingen - SC Markranstädt - Frisch Auf Göppingen - BSV Sachsen Zwickau - TV Beyeröhde - HC Leipzig II (als Juniorteam) - SV Allensbach - SG Bensheim/Auerbach - TSG Ober-Eschbach - VfL Waiblingen - TSG Leihgestern (A) - HG LTG/HTV Remscheid (A) | - SG Achim/Baden - Ahrensburger TSV - TV Aldekerk - HSG Bannerscheid/Bad Ems - HSG Bensheim/Auerbach II - Bochumer HC - TV Cloppenburg - BV Borussia Dortmund II - HSG Eibelshausen/Ewersbach - Elmshorner HT - TSV Erding - THC Erfurt-Bad Langensalza II - HSC OSG Friedenau - SV Germania Fritzlar - Frisch Auf Göppingen II - HSV Grimmen 1992 - SV Union Halle-Neustadt II - SC Germania List Hannover III - MTV Herzhorn - SSV Homburg-Nümbrecht - HSG Isenhagen - TSV Ismaning - HSG Holstein Kiel / Kronshagen - SG Kisdorf-Leezen - HSC 2000 Magdeburg - 1. FSV Mainz 05 - HSG Mannheim - DJK Marpingen - TSV Morsum - TuS Müssen-Billinghausen - HCS Neustadt/Sebnitz - TSV Niederndodeleben - TuS Eintracht Oberlübbe - HC Ohreland/Niederndodeleben - TuS Ottenheim - TV Ruchheim - VfL Sindelfingen - SG ASC/VfV Spandau - Spvg Steinhagen - SC Waldniel - SG Zweidorf/Bortfeld |

Die aufgeführten Ligazugehörigkeiten entsprechen denen der Saison 2003/04.

## Hauptrunden

### 1. Runde
Die Spiele der 1. Hauptrunde, bei der insgesamt 26 Mannschaften Freilose erhielten, wurden überwiegend am Wochenende 4./5. September 2004 ausgetragen:
| Datum              | Uhrzeit   | Heimmannschaft                |   | Gastmannschaft                | Ergebnis      |
| ------------------ | --------- | ----------------------------- | - | ----------------------------- | ------------- |
| 22. August 2004    | 17:00 Uhr | HSG Isenhagen                 | – | DSC Oldenburg                 | 33:35 (18:20) |
| 4. September 2004  | 15:00 Uhr | SG ASC/VfV Spandau            | – | SV Fortuna ’50 Neubrandenburg | 23:38 (11:21) |
| 4. September 2004  | 16:00 Uhr | VfL Sindelfingen              | – | DJK Marpingen                 | 19:28 (8:13)  |
| 4. September 2004  | 16:00 Uhr | TSV Erding                    | – | HSG Mannheim                  | 18:27 (8:13)  |
| 4. September 2004  | 17:00 Uhr | Elmshorner HT                 | – | TV Cloppenburg                | 25:26 (14:14) |
| 4. September 2004  | 17:00 Uhr | HSV Grimmen 1992              | – | SG Handball Rosengarten       | 27:37 (15:18) |
| 4. September 2004  | 17:00 Uhr | VfL Waiblingen                | – | TSG Ober-Eschbach             | 30:25 (18:12) |
| 4. September 2004  | 17:00 Uhr | TSV Ismaning                  | – | SV Allensbach                 | 21:28 (11:12) |
| 4. September 2004  | 17:30 Uhr | TV Aldekerk                   | – | SSV Homburg-Nümbrecht         | 27:19 (11:8)  |
| 4. September 2004  | 18:00 Uhr | SV Germania Fritzlar          | – | TuS Eintracht Oberlübbe       | 21:19 (14:11) |
| 4. September 2004  | 18:00 Uhr | TuS Müssen/Billinghausen      | – | HG LTG/HTV Remscheid          | 21:18 (9:5)   |
| 4. September 2004  | 19:00 Uhr | SC Waldniel                   | – | TV Lützellinden               | 15:18 (7:6)   |
| 4. September 2004  | 20:00 Uhr | TV Ruchheim                   | – | TuS Ottenheim                 | 29:30 (13:15) |
| 5. September 2004  | 14:00 Uhr | HSG OSC Friedenau             | – | HC Ohreland/Niederndodeleben  | 34:21 (15:13) |
| 5. September 2004  | 16:00 Uhr | Frisch Auf Göppingen II       | – | 1. FSV Mainz 05               | 24:18 (9:5)   |
| 5. September 2004  | 16:00 Uhr | Bochumer HC                   | – | HSG Eibelshausen/Ewersbach    | 15:23 (7:10)  |
| 5. September 2004  | 17:00 Uhr | SG Zweidorf/Bortfeld          | – | VT Bückeburg                  | 21:20 (13:9)  |
| 5. September 2004  | 17:00 Uhr | TSV Morsum                    | – | MTV Herzhorn                  | 20:23 (12:12) |
| 5. September 2004  | 17:00 Uhr | SC Germania List Hannover III | – | SG Achim/Baden                | 26:27 (14:13) |
| 5. September 2004  | 17:00 Uhr | HC Sachsen Neustadt-Sebnitz   | – | HSC 2000 Magdeburg            | 31:29 (18:13) |
| 5. September 2004  | 17:00 Uhr | HSG Bannberscheid/Bad Ems     | – | TSG Leihgestern               | 25:21 (14:6)  |
| 12. September 2004 | 16:00 Uhr | TSV Niederndodeleben          | – | Reinickendorfer Füchse        | 23:22 (10:11) |

Die Sieger zogen in die 2. Hauptrunde ein.

### 2. Runde
An der 2. Hauptrunde nahmen neben den 22 siegreichen Mannschaften der 1. Runde die 26 Mannschaften teil, die in der 1. Runde ein Freilos erhielten. Die Auslosung der 2. Runde wurde am 10. September 2004 vorgenommen. Die Spiele fanden am 2./3. Oktober 2004 statt und brachten folgende Ergebnisse:
| Datum           | Uhrzeit   | Heimmannschaft                |   | Gastmannschaft                 | Ergebnis      |
| --------------- | --------- | ----------------------------- | - | ------------------------------ | ------------- |
| 2. Oktober 2004 | 14:00 Uhr | Ahrensburger TSV              | – | HSG Holstein Kiel / Kronshagen | 23:16 (11:8)  |
| 2. Oktober 2004 | 16:00 Uhr | SG Achim/Baden                | – | TSG Wismar                     | 13:37 (7:14)  |
| 2. Oktober 2004 | 16:00 Uhr | THC Erfurt-Bad Langensalza II | – | SV Union Halle-Neustadt        | 21:34 (9:17)  |
| 2. Oktober 2004 | 16:00 Uhr | TSV Niederndodeleben          | – | HCS Neustadt/Sebnitz           | 26:33 (12:17) |
| 2. Oktober 2004 | 18:00 Uhr | HSG Eibelshausen/Ewersbach    | – | SC Greven 09                   | 20:23 (9:13)  |
| 2. Oktober 2004 | 18:00 Uhr | TuS Müssen/Billinghausen      | – | HSG Blomberg-Lippe             | 15:34 (9:16)  |
| 2. Oktober 2004 | 18:00 Uhr | SG Handball Rosengarten       | – | DSC Oldenburg                  | 31:30 (16:15) |
| 2. Oktober 2004 | 18:00 Uhr | THC Erfurt-Bad Langensalza    | – | SV Union Halle-Neustadt II     | 50:17 (31:6)  |
| 2. Oktober 2004 | 18:30 Uhr | SG Zweidorf/Bortfeld          | – | SG Kisdorf-Leezen              | 24:35 (10:16) |
| 2. Oktober 2004 | 19:30 Uhr | SV Allensbach                 | – | HSG Bensheim/Auerbach          | 34:29 (18:15) |
| 2. Oktober 2004 | 19:30 Uhr | TuS Metzingen                 | – | HC Leipzig Juniorteam          | 39:28 (18:12) |
| 2. Oktober 2004 | 20:00 Uhr | DJK Marpingen                 | – | HSG Mannheim                   | 35:22 (15:11) |
| 2. Oktober 2004 | 20:00 Uhr | TuS Ottenheim                 | – | SC Markranstädt                | 22:44 (11:20) |
| 3. Oktober 2004 | 14:00 Uhr | HSC OSG Friedenau             | – | SC Buntekuh                    | 10:26 (5:12)  |
| 3. Oktober 2004 | 16:00 Uhr | Spvg Steinhagen               | – | SV Teutonia Riemke             | 18:31 (11:17) |
| 3. Oktober 2004 | 16:00 Uhr | TV Aldekerk                   | – | BV Borussia Dortmund II        | 33:35 (15:14) |
| 3. Oktober 2004 | 16:00 Uhr | SV Wacker Osterwald           | – | SVG Celle                      | 18:35 (9:16)  |
| 3. Oktober 2004 | 16:00 Uhr | Frisch Auf Göppingen          | – | BSV Sachsen Zwickau            | 38:26 (21:12) |
| 3. Oktober 2004 | 16:00 Uhr | TSG Ketsch                    | – | VfL Waiblingen                 | 31:21 (14:6)  |
| 3. Oktober 2004 | 16:00 Uhr | HSG Bensheim/Auerbach II      | – | Frisch Auf Göppingen II        | 21:29 (7:14)  |
| 3. Oktober 2004 | 16:30 Uhr | MTV Herzhorn                  | – | TV Cloppenburg                 | 26:34 (18:22) |
| 3. Oktober 2004 | 16:30 Uhr | SV Fortuna ’50 Neubrandenburg | – | SV Berliner VG 49              | 24:29 (12:14) |
| 3. Oktober 2004 | 17:00 Uhr | HSG Bannerscheid/Bad Ems      | – | TV Beyeröhde                   | 15:34 (5:16)  |
| 6. Oktober 2004 | 19:30 Uhr | SV Germania Fritzlar          | – | TV Lützellinden                | 0:0           |

Die Sieger zogen in die 3. Hauptrunde ein.

### 3. Runde
Neben den Siegern der 2. Runde nahmen an der 3. Hauptrunde auch die sechs nicht abgestiegenen Bundesligisten ab Platz 5 der Saison 2003/04 sowie die beiden Zweitligaaufsteiger PSV Rostock (Staffel Nord) und SG 09 Kirchhof (Staffel Süd) teil.
| Datum             | Uhrzeit   | Heimmannschaft              |   | Gastmannschaft             | Ergebnis      |
| ----------------- | --------- | --------------------------- | - | -------------------------- | ------------- |
| 9. November 2004  | 20:00 Uhr | TuS Metzingen               | – | TuS Weibern                | 31:29 (16:13) |
| 10. November 2004 | 19:00 Uhr | SC Markranstädt             | – | SV Berliner VG 49          | 25:26 (11:14) |
| 10. November 2004 | 19:30 Uhr | PSV Rostock                 | – | VfL Oldenburg              | 30:26 (15:13) |
| 10. November 2004 | 19:30 Uhr | TSG Wismar                  | – | SVG Celle                  | 31:33 (13:22) |
| 10. November 2004 | 19:30 Uhr | SV Germania Fritzlar        | – | THC Erfurt-Bad Langensalza | 16:40 (12:19) |
| 10. November 2004 | 19:30 Uhr | SC Greven 09                | – | Bayer 04 Leverkusen        | 17:24 (7:15)  |
| 10. November 2004 | 19:30 Uhr | TV Cloppenburg              | – | BV Borussia Dortmund       | 21:31 (7:11)  |
| 11. November 2004 | 20:00 Uhr | Frisch Auf Göppingen        | – | DJK/MJC Trier              | 33:34 (16:14) |
| 17. November 2004 | 19:30 Uhr | BV Borussia Dortmund II     | – | HSG Blomberg-Lippe         | 20:37 (13:19) |
| 19. November 2004 | 19:30 Uhr | SV Union Halle-Neustadt     | – | SG 09 Kirchhof             | 28:27 (17:14) |
| 21. November 2004 | 18:00 Uhr | TV Beyeröhde                | – | SV Teutonia Riemke         | 22:27 (9:12)  |
| 25. November 2004 | 20:00 Uhr | SG Kisdorf-Leezen           | – | SC Buntekuh                | 17:41 (11:18) |
| 28. November 2004 | 17:00 Uhr | Ahrensburger TSV            | – | SG Handball Rosengarten    | 17:25 (7:14)  |
| 28. November 2004 | 17:00 Uhr | HC Sachsen Neustadt-Sebnitz | – | TV Mainzlar                | 28:30 (14:16) |
| 28. November 2004 | 17:00 Uhr | DJK Marpingen               | – | SV Allensbach              | 28:29 (16:16) |
| 28. November 2004 | 17:00 Uhr | Frisch Auf Göppingen II     | – | TSG Ketsch                 | 20:32 (12:15) |

Die Sieger zogen in die 4. Hauptrunde ein.

### 4. Runde
Die 4. Hauptrunde – auch als „unechtes“ Achtelfinale bezeichnet, da zwar acht Partien ausgespielt wurden, die Sieger aber vor dem Viertelfinale noch eine Zwischenrunde überstehen mussten – wurde zwischen dem 8. und 12. Januar 2005 ausgetragen:
| Datum           | Uhrzeit   | Heimmannschaft             |   | Gastmannschaft          | Ergebnis      |
| --------------- | --------- | -------------------------- | - | ----------------------- | ------------- |
| 8. Januar 2005  | 19:30 Uhr | SVG Celle                  | – | SC Buntekuh             | 33:13 (19:6)  |
| 8. Januar 2005  | 19:30 Uhr | SV Allensbach              | – | DJK/MJC Trier           | 24:37 (12:20) |
| 8. Januar 2005  | 19:30 Uhr | TuS Metzingen              | – | TSG Ketsch              | 24:18 (11:7)  |
| 8. Januar 2005  | 20:00 Uhr | THC Erfurt-Bad Langensalza | – | SV BVG 49               | 26:17 (10:8)  |
| 9. Januar 2005  | 15:00 Uhr | PSV Rostock                | – | SG Handball Rosengarten | 39:13 (22:7)  |
| 9. Januar 2005  | 16:00 Uhr | Bayer 04 Leverkusen        | – | BV Borussia Dortmund    | 31:20 (15:14) |
| 9. Januar 2005  | 16:00 Uhr | SV Union Halle-Neustadt    | – | TV Mainzlar             | 23:32 (10:17) |
| 12. Januar 2005 | 19:30 Uhr | SV Teutonia Riemke         | – | HSG Blomberg-Lippe      | 26:29 (11:12) |

Die Sieger zogen in die 5. Runde („Zwischenrunde“) ein.

### 5. Runde
Die vier Partien der 5. Hauptrunde – einer „Zwischenrunde“ vor dem eigentlichen Viertelfinale – wurden zwischen dem 29. Januar und 23. Februar 2005 ausgespielt und brachten folgende Resultate:
| Datum            | Uhrzeit   | Heimmannschaft             |   | Gastmannschaft     | Ergebnis      |
| ---------------- | --------- | -------------------------- | - | ------------------ | ------------- |
| 29. Januar 2005  | 19:30 Uhr | TV Mainzlar                | – | DJK/MJC Trier      | 26:35 (10:18) |
| 13. Februar 2005 | 16:00 Uhr | THC Erfurt-Bad Langensalza | – | PSV Rostock        | 23:29 (10:13) |
| 13. Februar 2005 | 16:00 Uhr | SVG Celle                  | – | TuS Metzingen      | 25:29 (13:12) |
| 23. Februar 2005 | 19:30 Uhr | Bayer 04 Leverkusen        | – | HSG Blomberg-Lippe | 30:21 (18:7)  |

Die Sieger zogen in das Viertelfinale ein.

### Viertelfinale
Die vier erstplatzierten Mannschaften der Bundesliga-Saison 2003/04 (Frankfurter HC, 1. FC Nürnberg, HC Leipzig und Buxtehuder SV) waren für das Viertelfinale gesetzt. Die Viertelfinalspiele fanden in der Zeit vom 24. bis 30. März 2005 statt. Sie brachten folgende Ergebnisse:
| Datum         | Uhrzeit   | Heimmannschaft      |   | Gastmannschaft | Ergebnis      |
| ------------- | --------- | ------------------- | - | -------------- | ------------- |
| 24. März 2005 | 20:00 Uhr | TuS Metzingen       | – | HC Leipzig     | 24:36 (12:15) |
| 26. März 2005 | 18:00 Uhr | 1. FC Nürnberg      | – | DJK/MJC Trier  | 30:27 (13:15) |
| 30. März 2005 | 19:00 Uhr | PSV Rostock         | – | Frankfurter HC | 29:31 (15:15) |
| 30. März 2005 | 19:30 Uhr | Bayer 04 Leverkusen | – | Buxtehuder SV  | 27:22 (13:10) |

Die Sieger zogen in das Final Four ein.

## Final Four
Das Final Four wurde am Wochenende 23./24. April 2005 in der Erdgasarena in Riesa ausgetragen.

### Halbfinale
| Datum          | Uhrzeit   | Heimmannschaft |   | Gastmannschaft      | Ergebnis                   |
| -------------- | --------- | -------------- | - | ------------------- | -------------------------- |
| 23. April 2005 | 14:00 Uhr | 1. FC Nürnberg | – | HC Leipzig          | 42:38 n. V. (35:35, 18:17) |
| 23. April 2005 | 16:00 Uhr | Frankfurter HC | – | Bayer 04 Leverkusen | 24:26 (9:12)               |

### Spiel um Platz 3
| Datum          | Uhrzeit   | Heimmannschaft |   | Gastmannschaft | Ergebnis      |
| -------------- | --------- | -------------- | - | -------------- | ------------- |
| 24. April 2005 | 13:00 Uhr | HC Leipzig     | – | Frankfurter HC | 33:35 (19:17) |

### Finale
| Datum          | Uhrzeit   | Heimmannschaft |   | Gastmannschaft      | Ergebnis      |
| -------------- | --------- | -------------- | - | ------------------- | ------------- |
| 24. April 2005 | 15:00 Uhr | 1. FC Nürnberg | – | Bayer 04 Leverkusen | 30:28 (15:15) |